# Autophila rhodochroa
Autophila rhodochroa är en fjärilsart som beskrevs av Charles Boursin 1939. Autophila rhodochroa ingår i släktet Autophila och familjen nattflyn. Inga underarter finns listade i Catalogue of Life.